# Street Spirit (Fade Out)
«Street Spirit (Fade Out)» (с англ. — «Уличный дух») — песня британской рок-группы Radiohead, из их второго студийного альбома The Bends (1995). Песня была выпущена как сингл и достигла 5-го места в британском чарте, на тот момент эта была самая высокая позиция Radiohead в чартах. В 2008 году песня вошла в сборник Radiohead: The Best Of.

## Композиция
Автор песни Том Йорк сказал, что песня «Street Spirit» была вдохновлена американской группой R.E.M. и романом Бена Окри The Famished Road (рус. «Голодная дорога»). Это песня в тональности ля минор с арпеджированной гитарной партией. Одна из первых песен Radiohead, в которой заметно выделяется игра на клавишных инструментах, что стало основой их музыки более позднего периода. Рабочим названием песни было «Three Headed Street Spirit» («Трехголовый уличный дух»).

## Видеоклип
Черно-белый видеоклип на песню «Street Spirit» был снят в течение двух ночей в пустыне за пределами Лос-Анджелеса. Режиссёр Джонатан Глейзер сказал: «Это определенно был поворотный момент в моей собственной работе. Когда я закончил работу над видео, я знал, что они нашли свой собственный голос как творческие люди. В тот момент я почувствовал что приблизился к своей идее, я был уверен, что мог делать то, что вызывало эмоции; то, в чем была как и поэтическая, так и прозаическая ценность. Для меня это было ключевым моментом».

## Кавер-версии
Питер Габриэль записал кавер-версию песни «Street Spirit» для своего проекта Scratch My Back в 2010 году. Габриэль записал песню в надежде, что Radiohead в качестве комплимента запишет версию песни 1982 года «Wallflower» из его альбома Peter Gabriel (IV). Габриэль утверждает, что Radiohead прекратила общение с ним и вышла из проекта после того, как он отправил запись. Габриэль сказал, что его исполнение было «довольно экстремальным», он «слышал с тех пор, группе не понравилось то, что он сделал с песней». Звукозаписывающая компания Radiohead от комментариев отказалась. В 2012 году группа The Darkness выпустила кавер-версию для собственного альбома Hot Cakes.

## Список композиций

### CD 1
1. «Street Spirit (Fade Out)» — 4:13
2. «Talk Show Host» — 4:41
3. «Bishop’s Robes» — 3:25

### CD 2
1. «Street Spirit (Fade Out)» — 4:13
2. «Banana Co.» — 2:20
3. «Molasses» — 2:27

## Участники записи
- Том Йорк — ведущий вокал, гитара
- Джонни Гринвуд — гитара, синтезатор
- Эд О’Брайен — гитара, бэк-вокал
- Колин Гринвуд — бас-гитара
- Фил Селуэй — ударные, бэк-вокал

## Чарты
| Чарт (1996)                         | Высшая позиция |
| ----------------------------------- | -------------- |
| Канада (RPM Top Singles)            | 57             |
| Исландия (Íslenski Listinn Topp 40) | 21             |
| Ирландия (IRMA)                     | 25             |
| Нидерланды (Dutch Top 40)           | 28             |
| Нидерланды (Single Top 100)         | 26             |
| Шотландия (OCC Scotland)            | 7              |
| Великобритания (OCC UK Singles)     | 5              |